# Lăng-nghiêm kinh
Đại Phật đỉnh thủ-lăng-nghiêm kinh (sa. Śūraṃgama-samādhi-sūtra; zh. 大佛頂首楞嚴經 Đại Phật đỉnh thủ-lăng-nghiêm kinh), hoặc Lăng-nghiêm kinh (楞嚴經), hay còn được gọi là Trung Ấn Độ Na-lan-đà Đại Đạo tràng Kinh (中印度那爛陀大道場經), đã được tất cả các trường phái Phật giáo Trung Hoa tụng niệm và nghiên cứu từ đời nhà Đường và thường được luận giải ở các thế kỷ tiếp theo sau. Kinh Lăng Nghiêm rất được những người "hợp nhất tam giáo" (三教一源 Tam Giáo Nhất Nguyên) đời nhà Tống và đời nhà Minh ưa chuộng.
Kinh Lăng Nghiêm dần dần được các tổ Thiền Tông đặc biệt quan tâm, trong đó có các ngài Trường Thủy Tử Duệ (長水子鋭 - đời Tống), Hám Sơn Đức Thanh (憨山德清 - đời Minh) và Tuyên Hoá (宣化; 1918-1995) đã góp nhiều công sức phổ biến và giảng giải.
Thường hay có sự nhầm lẫn giữa kinh này với một bộ kinh khác, gồm 2 quyển, là Thủ-lăng-nghiêm-tam-muội kinh. Thủ Lăng Nghiêm Kinh triển khai giáo lý về bản Tâm và các cảnh giới tu chứng trong Thiền định cùng với phần tuyên thuyết Bạch Tản Cái Đà La Ni. Trong khi đó Thủ-lăng-nghiêm-tam-muội kinh nói về nền tảng giáo lý cơ bản của Đại Thừa, với sức Thủ Lăng Nghiêm Tam Muội (Đại định kiên cố) mà Bồ Tát trong Đại định ấy có thể thị hiện đi khắp nơi giáo hóa hàng phục Ma Vương một cách tự tại, tuy thị hiện nhập Niết Bàn ở nơi này nhưng lại bày thân đi giáo hóa chúng sinh ở cảnh giới khác.

## Tên đầy đủ
Tên trọn vẹn của kinh là Đại Phật đỉnh Như Lai mật nhân tu chứng liễu nghĩa chư Bồ Tát vạn hạnh thủ-lăng-nghiêm kinh (大佛頂如來密因修證了義諸菩薩萬行首楞嚴經), tạm dịch: 
"Kinh của đỉnh Đại Phật, chứng ngộ trọn vẹn do tu hành nguyên nhân bí mật của các Như Lai, nền móng của vạn hạnh của tất cả các Bồ Tát"
Bộ Kinh gồm 10 quyển. (Taisho Tripitaka Nº 945)